# Robert Huth
Robert Huth, nemški nogometaš, * 18. avgust 1984, Vzhodni Berlin, Vzhodna Nemčija.
Huth je do leta 2018 igral za Leicester City in nemško nogometno reprezentanco.